# Hestimodema
Hestimodema là một chi nhện trong họ Zoridae.